# Șmuel Iosef Agnon
Șmuel Iosef (Șai) Agnon sau Shmuel Yossef Agnon (Shay Agnon) (în ebraică ש"י עגנון - שמואל יוסף עגנון), născut Czaczkes (ortografie polonă, cit. Ceaciches); n. 8 august 1887, Buceaci, Regatul Galiției și Lodomeriei, Austro-Ungaria – d. 17 februarie 1970, Ierusalim, Israel) a fost un scriitor israelian de limbile ebraică și idiș, laureat al Premiului Nobel pentru Literatură în 1966.
La vârsta de 15 ani a compus primul lui poem în limba idiș. Un an mai târziu a scris prima lui poezie în limba ebraică. În anii 1906-1907 a fost ajutor de redactor la săptămânalul în idiș, "Der Judische Wecker" (דער יודישע וועקער). În anul 1907 a emigrat în Palestina unde s-a îndepărtat de religie dar, după un anumit timp a redevenit practicant religios, până la sfârșitul vieții.

## Operă
- והיה העקוב למישור Vehaiá haakuv lemishor (Și s-a îndreptat dealul) (Iar strămbâciunea va fi îndreptată)(1912) nuvelă
- ימים נוראים  Yamim noraim (Zile groaznice) (1938) Tradiții
- שירה  Șira  (1971) roman
- תהילה Tehila (1964) nuvelă
- הכנסת כלה Hakhnasat kalá  (Mireasa) (1964) nuvelă  (Baldachinul de nuntă)
- תמול שלשום Tmol shilshom  (Ieri și alaltăieri) (1964) o mare povestire epică (612 pagini)
- האש והעצים Haésh vehaétzim  -(Focul și copacii) (1962) nuvele
- סיפור פשוט Sipur pashut - (Poveste simplă) (1964) nuvelă
- אורח נטה ללון  Oréakh natá lalun (Musafirul rămâne pentru o noapte) (1964) (Un oaspete în noapte)
- עד הנה - Până în ziua de azi

Tâlcul faptelor. Povestiri hasidice -volum tradus în limba română de George Miletineanu
A fost dramatizat de Edith Negulici și prezentat la Teatrul Evreiesc de Stat din București la 16.12.2016